# Cynanchum robertsoniae
Cynanchum robertsoniae är en oleanderväxtart som beskrevs av S. Liede. Cynanchum robertsoniae ingår i släktet Cynanchum och familjen oleanderväxter. Inga underarter finns listade i Catalogue of Life.